# Prüfsiegel

E-Zeichen

Als Prüfzeichen oder Prüfsiegel werden grafische oder schriftliche Markierungen an Produkten, Maschinen und Fahrzeugen bezeichnet, die die Einhaltung bestimmter Sicherheits- oder Qualitätskriterien anzeigen. Je nach Gegenstand werden sie nach einmaliger oder regelmäßig wiederkehrender Prüfung angebracht bzw. erneuert. 
Prüfzeichen sind Bestandteil der Warenkennzeichnung. Sie werden aufgrund gesetzlicher Vorgaben oder von den Produzenten freiwillig angebracht.
Bekannteste Prüfsiegel sind beispielsweise die sogenannte HU-Plakette, die im Rahmen der Hauptuntersuchung an Kraftfahrzeugen angebracht wird, und das Zertifikatszeichen GS (Geprüfte Sicherheit).

## Begrifflichkeit, Abgrenzung zu 'Gütesiegel'
Häufig wird diese Bezeichnung auch für Güte- oder Qualitätszeichen und Siegel verwendet. Die sprachliche Unterscheidung ist nicht festgelegt; eine Abgrenzungsmöglichkeit ergibt sich daraus, dass „Güte“- oder „Qualitätszeichen“ eine besondere Gebrauchsqualität oder Komfort repräsentieren sollen, während „Prüfzeichen“ eher auf die geprüfte Einhaltung von sicherheitsrelevanten Eigenschaften hinweisen. Teilweise ergeben sich allerdings Überschneidungen beider Zielrichtungen.

## Ausführung
Prüfzeichen werden in einem vom Prüfzeichen-Träger oder dem Gesetzgeber festgelegten Design und an einer entsprechend vorgeschriebenen Stelle des Produkts angebracht. Die Zeichenmarkierung kann direkt auf dem Produkt angebracht sein oder auch auf dem begleitenden Informations- und Urkundenmaterial. Letzteres ist besonders bei kleinen Produkten der Fall.

## Weitere Zertifizierungssysteme
Es gibt ein „CB Scheme“ welches das Erlangen von nationalen Prüfzeichen für elektrische und elektronische Produkte vereinfacht.
Vielfach werden „Test-Urteile“ wie die der Stiftung Warentest oder Öko-Test als Prüfsiegel bezeichnet. Auf Zeichen dieser Art ist meist das individuelle Test-Urteil (z. B. „Sehr gut“) aufgedruckt. Sie enthalten damit eine Einzelprodukt-Wertung und sind im eigentlichen Sinne keine allgemeingültigen „Prüfzeichen“, sondern bewertende „Prädikate“. 
Prüfzeichen mit wirtschaftlicher Orientierung wie das E-Prüfzeichen, die den freien Handel erleichtern, basieren häufig auf Normen oder Richtlinien.